# Альберти, Мариза
Мариза Альберти (фр. Maryse Alberti; род. 10 марта 1954, Лангон, Жиронда) — американский кинооператор.

## Биография
Родилась 10 марта 1954 года в городе Лангон, Франция. В девятнадцать лет приехала в США, несколько месяцев работала au pair, учила английский по телефильмам. Занималась фотографией, известны её фото рок-музыкантов (Лу Рид, Фрэнк Заппа, Игги Поп). С 1983 работает в кино. Первую известность в игровом кинематографе ей принес фильм Тодда Хейнса «Яд» (1991). Сотрудничала с крупными независимыми режиссёрами (Солондз, Аронофски и др.), работала со Скорсезе. Постоянно выступает в документальном кино, продолжает заниматься фотографией и видеоартом. Участвует в экспериментальных фильмах Пьер Юига и Лори Андерсон.

## Избранная фильмография
- 1990 — H-2 Worker (Стефани Блэк, документальный, номинация на премию кинофестиваля «Сандэнс»)
- 1990 — The Golden Boat (Рауль Руис)
- 1991 — Poison / Яд (Тодд Хейнс)
- 1993 — Dottie Gets Spanked (Тодд Хейнс, телефильм)
- 1993 — Deadfall / Смертельное падение (Кристофер Коппола)
- 1994 — Crumb (документальный, премия кинофестиваля «Сандэнс»)
- 1996 — Tales of Erotica / Эротические истории (Боб Рейфелсон, Кен Расселл и др.)
- 1998 — Happiness / Счастье (Тодд Солондз)
- 1998 — Velvet Goldmine / Бархатная золотая жила (Тодд Хейнс, премия «Независимый дух»)
- 1998 — Sex and the City / Секс в большом городе (две серии)
- 2001 — Tape / Плёнка (Ричард Линклейтер)
- 2001 — Get Over It / Вирус любви (Томми О’Хейвер)
- 2003 — Game Over: Kasparov and the Machine / Игра окончена: Каспаров против машины (документальный, Викрам Джайанти)
- 2004 — We Don’t Live Here Anymore / Мы здесь больше не живем (Джон Каррен, номинация на премию «Независимый дух»)
- 2005 — No Direction Home: Bob Dylan / Боб Дилан: Нет дороги домой (Мартин Скорсезе)
- 2006 — A Journey That Wasn’t (Пьер Юиг)
- 2006 — Hidden Inside Mountains (Лори Андерсон)
- 2006 — All Aboard! Rosie’s Family Cruise (документальный телефильм, номинация на премию «Эмми»)
- 2007 — Taxi to the Dark Side / Такси на тёмную сторону (документальный, Алекс Гибни)
- 2008 — The Onion Movie / Луковые новости (Том Кунц, Майк Магуайр)
- 2008 — Gonzo: The Life and Work of Dr. Hunter S. Thompson / Гонзо: Жизнь и творчество доктора Хантера С. Томпсона (документальный, Алекс Гибни)
- 2008 — The Wrestler / Рестлер (Даррен Аронофски, премия Независимый дух)
- 2010 — Stone / Стоун (Джон Каррен)
- 2015 — The Visit / Визит (М. Найт Шьямалан)
- 2015 — Freeheld / Всё, что у меня есть (Питер Соллетт)
- 2015 — Creed / Крид: Наследие Рокки (Райан Куглер)
- 2016 — Collateral Beauty / Призрачная красота (Дэвид Френкель)
- 2020 — Hillbilly Elegy / Элегия Хиллбилли (Рон Ховард)

## Признание
Номинант и лауреат фестивалей независимого кино. Была членом жюри международного кинофестиваля «Сандэнс» (1999).